# Kommunikationsinstrument
Kommunikationsinstrumente sind Werkzeuge der Kommunikationspsychologie für Beteiligte in Marketing-, Informations- und Entscheidungsprozessen, mit denen eine bestimmte Zielgruppe erreicht und angesprochen werden kann. Die Werkzeuge können intern (interne Kommunikation) und extern (externe Kommunikation) eingesetzt werden. Sie unterscheiden sich in Reichweite und Zielgenauigkeit. In der integrierten Kommunikation werden alle Kommunikationsinstrumente zielgerichtet auf allen Ebenen und einander ergänzend eingesetzt.

## Interne und externe Kommunikation
Zu den internen Kommunikationsinstrumenten, zählen Maßnahmen, welche die Kommunikation innerhalb von Unternehmen stärken, indem sie die Mitarbeiter über aktuelle Entwicklungen und konkrete Angebote des Arbeitgebers informieren, wie z. B. Mitarbeiterzeitschriften (oder Newsletter), Intranet, Maßnahmen zur Mitarbeiterbindung (einschließlich Events), Mitarbeiterbefragungen, sowie Schulungen und interne Lehrgänge.
Zu den externen Kommunikationsinstrumenten, durch welche das Unternehmen Kunden gewinnt, seine Produkte und Dienstleistungen anpreist und für die Bekanntheit seiner Marke sorgt, zählen: Werbung, Öffentlichkeitsarbeit, Direktmarketing, Sponsoring, Eventmarketing und Influencer-Marketing.

## Online verwendete Kommunikationsinstrumente
Mittlerweile wird zwischen online und offline angewendeten Kommunikationsinstrumenten unterschieden. Zu den online eingesetzten Kommunikationsinstrumenten zählen:
- Webseiten
- Internetwerbung
- Suchmaschinenmarketing
- Mailinglisten
- Online-PR
- Social Media Marketing und Social Network Marketing
- Affiliate-Marketing
- Virales Marketing
- Influencer-Marketing